# Non aprite quella porta (film 1974)
Non aprite quella porta (The Texas Chain Saw Massacre) è un film del 1974 diretto da Tobe Hooper. 
La pellicola, un horror indipendente e a basso costo, narra la storia di un gruppo di cinque ragazzi che finiscono nelle grinfie di una famiglia di assassini cannibali in una piccola cittadina del Texas, tra i cui componenti spicca Leatherface, che diverrà uno dei più famosi serial killer del cinema dell'orrore, oltre che il personaggio principale di questo e altri film. Il personaggio è distinto da una maschera di pelle umana, un grembiule da macellaio insanguinato e soprattutto da una motosega, che usa come arma per massacrare le sue vittime.
Non aprite quella porta fu messo al bando in molti paesi, e numerosi cinema lo tolsero dalla programmazione a causa delle proteste circa la violenza mostrata nel film. Nel corso degli anni si è guadagnato la reputazione di essere uno dei migliori e più influenti film dell'orrore di sempre, accreditato di aver dato origine a molti elementi ricorrenti nel cinema slasher, e di aver generato un media franchise che ha continuato a raccontare le gesta di Leatherface e della sua famiglia attraverso sequel, prequel, remake, fumetti e videogiochi.
Nel 2024 il film è stato selezionato per la conservazione nel National Film Registry degli Stati Uniti dalla Biblioteca del Congresso come "culturalmente, storicamente o esteticamente significativo".

## Trama
(voce narrante edizione 1991 all'inizio del film)
18 agosto 1973. A Newt, in Texas, un vandalo ha costruito delle sculture demoniache lungo un cimitero sfruttando i resti dei defunti. Un gruppo di studenti del college (Sally Hardesty, Pam, i loro rispettivi fidanzati Jerry e Kirk, e Franklin, il fratello di Sally, paralizzato dalla vita in giù) si stanno recando a ispezionare la bara del nonno paterno di Sally e Franklin lì sepolto e la trovano intatta. Gli studenti decidono quindi di tornare al loro veicolo e di rimettersi in viaggio. Incontrano un autostoppista e decidono di offrirgli un passaggio, ma purtroppo per loro l'uomo si rivela ben presto uno psicopatico: si ferisce la mano con un coltello e poi ferisce Franklin con il suo rasoio a un braccio, prima che gli altri lo scarichino giù dal veicolo.
I ragazzi si fermano da un benzinaio per fare rifornimento, il quale li informa che rimarrà sprovvisto di benzina fino al giorno dopo. Le ragazze decidono di entrare nel bar per prendersi alcune bibite accompagnate da Franklin che, parlando al proprietario, gli dice che sono venuti in questa regione per andare a rivedere la vecchia casa di suo nonno. Stranamente turbato dalla notizia, l'uomo avverte Franklin di non andare in quel luogo perché la gente di lì è molto scortese e cattiva. Nonostante ciò, dopo aver comprato un po' di carne alla griglia, i ragazzi decidono di continuare la strada per la vecchia casa.
Arrivati sul posto, Kirk e Pam decidono di recarsi al ruscello vicino per fare un bagno mentre Jerry, Sally e Franklin rimangono alla casa. I due trovano il ruscello totalmente prosciugato, ma un forte rumore di pompe di un generatore li incuriosisce e li attira verso una villetta vicina. Kirk spera di poter chiedere al proprietario un po' di benzina, ma i due si trovano di fronte qualcosa di strano: un'enorme area piena di veicoli abbandonati, alcuni dei quali intatti. Kirk decide di bussare alla porta della casa, ma sembra non esserci nessuno; il ragazzo trova inoltre un dente umano sul portico e lo mostra a Pam che, disgustata, si va a sedere sotto un albero a qualche metro dalla casa, mentre Kirk continua a bussare. A furia di bussare, la porta si apre da sola, essendo stata chiusa male, e il giovane decide di entrare, attirato da strani rumori provenienti dall'interno. Si avvicina così a una rampa di scale quando di colpo un enorme uomo con una maschera di pelle umana spunta da dietro l'angolo, lo afferra, lo tramortisce con un colpo di mazza e poi lo finisce a pugni prima di richiudere con violenza la porta metallica che conduce alla sua stanza di "macellaio". Pam, preoccupata non vedendolo ritornare, si introduce nella casa per cercarlo e, giunta nella sala da pranzo, scivola su una pila di resti umani e animali. Terrorizzata, la ragazza vomita e inizia a dare segni di isteria, urlando il nome del compagno, si rialza e torna nel corridoio. Riappare la figura mostruosa che la afferra e la porta in cucina, dove viene brutalmente appesa su un gancio da carni che le si conficca nella schiena. Scioccata e in agonia, inoltre, è costretta a vedere il feroce Faccia di Cuoio tagliare a metà il cadavere di Kirk con una motosega. Jerry, visto che i suoi amici non tornano, decide di andare alla loro ricerca: arrivato allo stagno e trovandolo prosciugato, intuisce che si devono essere diretti alla casa lì vicino. Entrato nella villa, chiama i due ragazzi, ma non risponde nessuno; pensando che si tratti di uno scherzo, si mette a cercarli, non trovando nella casa anima viva, finché raggiunge la cucina dove trova un grosso frigo. Apertolo, vi ritrova all'interno Pam agonizzante, ma ancora viva. Improvvisamente ritorna Faccia di Cuoio che colpisce Jerry con una mannaia, prima di rinchiudere nuovamente la ragazza nel congelatore.
All'imbrunire, dato che Jerry non era ancora tornato (avendo con sé le chiavi del furgone), Sally e Franklin decidono di andare a cercare i loro amici ma, giunti nella boscaglia intorno alla villa, vengono assaliti dal serial killer che massacra Franklin con la motosega; Sally fugge nelle tenebre, ma Faccia di Cuoio la insegue. La ragazza riesce a mettersi in salvo scappando nella villa e chiudendosi la porta alle spalle, prima di fuggire al piano superiore. Lì trova due persone sedute sulle rispettive seggiole, il cadavere mummificato di una donna e un vecchio decrepito. Intanto il terribile assassino ha sfondato la porta con la motosega e sta per entrare nella stanza, ma Sally si getta dalla finestra e dopo un malconcio atterraggio fugge verso il benzinaio. Arrivata alla stazione in preda al panico più totale chiede aiuto al proprietario, che riesce a malapena a calmarla e la informa che lì non è presente un telefono, quindi deve uscire per chiamare qualcuno. Dopo poco l'uomo ritorna, ma, invece di soccorrere la ragazza, la colpisce con una scopa rendendola esanime e la rinchiude in un sacco, gettandola sul suo camioncino. Sulla strada verso casa, il benzinaio trova l'autostoppista che i ragazzi avevano incontrato e, sceso dal furgoncino, lo rimprovera aspramente e lo colpisce più volte: si scopre che quel tizio è suo figlio ed è stato proprio lui a profanare i sepolti al cimitero. Il padre se la prende con lui perché quella scorribanda è stata troppo avventata, ma il figlio gli risponde in maniera spasmodica e impudente.
La ragazza viene portata alla villa, dove il padre inveisce con Faccia di Cuoio, altro suo figlio, lamentandosi del fatto che si sia quasi fatto sfuggire una testimone; l'assassino scappa timidamente spaventato e non cerca neppure di difendersi. Sally viene dunque fatta sedere su una seggiola vicino all'anziano che aveva incontrato al piano superiore, chiamato dalla famiglia solamente "Nonno", il quale le morde un dito e le succhia il sangue fuoriuscito. Non potendo più reggere tutta questa tensione, la povera ragazza sviene. Rinvenuta, si ritrova a cena con la famiglia legata sulla sedia e con davanti un piatto di salsicce umane, pronta per essere uccisa. Il fratello di Faccia di Cuoio, in costante conflitto col padre, propone che sia proprio il vecchio in stato quasi vegetativo a darle il colpo di grazia con un martello. Il nonno però a malapena riesce a tenere in mano lo strumento: approfittando di un'indecisione, Sally riesce a divincolarsi e fuggire dalla casa, venendo però inseguita da Faccia di Cuoio munito della sua motosega e dal fratello, che la raggiunge e la colpisce ripetutamente col suo rasoio. La giovane riesce ad arrivare alla strada proprio mentre sopraggiunge a tutta velocità un camion che, dopo aver investito e ucciso il fratello di Faccia di Cuoio, si ferma per darle soccorso. Mentre i due stanno per salire sul camion, però, arriva il corpulento assassino, impedendo loro la fuga, ma il camionista lo colpisce prontamente al volto con una chiave inglese prima di dileguarsi; Faccia di Cuoio cade tramortito e si ferisce a una gamba con la sua stessa motosega mentre un pick-up transita sul lato opposto della strada. Il conducente, vista la scena, dopo aver fatto un'inversione fa salire Sally sulla vettura, prima di sfrecciare via.
Il film si conclude con Sally sul retro del pick-up, completamente ricoperta di sangue, che ride istericamente in evidente stato di shock, mentre in lontananza il ferito Faccia di Cuoio agita furiosamente la sua motosega in mezzo alla strada per essersela fatta scappare e disperato per la morte del fratello maggiore.

## Personaggi
- Sally Hardesty, interpretata da Marilyn Burns: fidanzata di Jerry e sorella di Franlkin
- Franklin Hardesty, interpretato da Paul A. Partain: fratello di Sally, paralizzato dalla vita in giù
- Jerry, interpretato da Allen Danziger: fidanzato di Sally
- Kirk, interpretato da William Vail: fidanzato di Pam
- Pam, interpretata da Teri McMinn: fidanzata di Kirk
- Leatherface, interpretato da Gunnar Hansen: è l'antagonista, serial killer mentalmente ritardato
- Nubbins Sawyer, interpretato da Edwin Neal: l'autostoppista, fratello maggiore di Faccia di Cuoio
- Drayton Sawyer, interpretato da Jim Siedow: il cuoco, padre e anche fratello maggiore di Faccia di Cuoio
- Nonno Sawyer, interpretato da John Dugan: nonno di Faccia di Cuoio

## Produzione

### Sviluppo
Contrariamente a ciò che afferma la voce narrante, il film non ripropone fatti reali. Non aprite quella porta, al pari dei film Psyco (1960), Deranged - Il folle (1974) e Il silenzio degli innocenti (1991), è infatti solo parzialmente ispirato alla storia del serial killer del Wisconsin "Ed Gein", che uccideva le sue vittime riutilizzando poi la loro pelle creando svariati oggetti e indumenti (tra cui una maschera, appunto). Gli interni della casa, e in particolare il macabro salotto della famiglia, furono comunque ricreati prendendo spunto da quelli filmati dalla polizia durante un sopralluogo a casa Gein.
Il regista del film ha perciò utilizzato la tecnica del falso documentario per rendere la storia maggiormente verosimile e più adatta a spaventare il pubblico. Questo effetto fu talmente riuscito che tutt'oggi le biblioteche della cittadina di Burkburnett, Texas, e della vicina Wichita Falls, situate nei pressi in cui la storia è stata ambientata, ricevono regolarmente richieste di copie originali di articoli di giornale legate agli eventi narrati nel film.
Il soggetto di Non aprite quella porta nacque all'inizio degli anni settanta mentre Tobe Hooper lavorava come assistente di regia presso la University of Texas at Austin e cineoperatore di documentari. All'epoca egli aveva già sviluppato una prima bozza di una storia fantasy che parlava di elementi quali isolamento, boschi, e oscurità. Poi, dopo aver conosciuto Kim Henkel, che gli consigliò di passare dal fantasy all'horror, prese spunto da vari fatti di cronaca nera di San Antonio come ispirazione per il soggetto e basò alcuni elementi della trama sul serial killer Ed Gein, che commise i suoi crimini nel Wisconsin degli anni cinquanta. L'originale idea della motosega utilizzata come arma venne a Hooper mentre si trovava in un supermercato molto affollato. Scorgendo nel reparto ferramenta una motosega, pensò come sarebbe stato facile farsi largo tra la folla se ne avesse impugnata una accesa. Durante la lavorazione del film, Hooper utilizzò come titoli provvisori del progetto Headcheese e Leatherface.
(Tobe Hooper)
Hooper citò inoltre i cambiamenti culturali e politici dell'epoca come influenze centrali nello sviluppo dell'opera. La disinformazione intenzionale, volendo far credere che il "film fosse ispirato a fatti realmente accaduti", era una risposta da parte del regista al fatto di essere stato ingannato dal governo "circa i fatti che accadevano nel mondo", inclusi Watergate, la crisi petrolifera del 1973, e "i massacri e le atrocità della guerra in Vietnam".
Hooper e Kim Henkel scrissero insieme la sceneggiatura e formarono la società Vortex Inc. con Henkel presidente e Hooper vice presidente. Poi chiesero a Bill Parsley, un amico di Hooper, di finanziare il progetto. Parsley creò una compagnia chiamata MAB Inc. attraverso la quale investì 60000 $ per la produzione del film. In cambio, la MAB ottenne il 50% degli incassi e profitti futuri del film.

### Casting

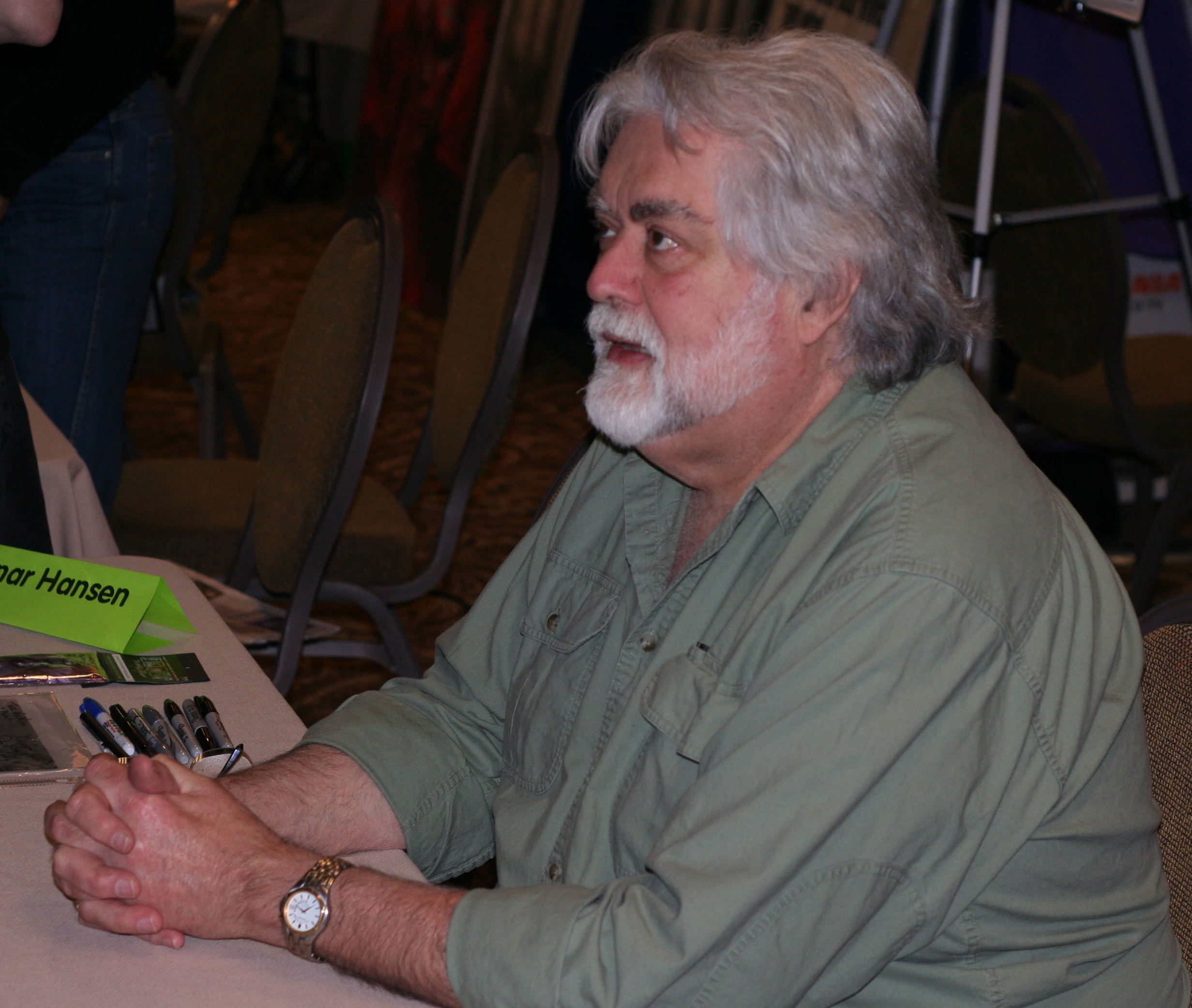
Gunnar Hansen, l'attore che interpretò Leatherface nel film

Molti dei membri del cast erano all'epoca attori texani relativamente sconosciuti che avevano recitato in spot pubblicitari, televisione o teatro, oltre che attori conosciuti personalmente da Hooper, come Allen Danziger e Jim Siedow. Il coinvolgimento nel film favorì l'inserimento di alcuni di loro nell'industria cinematografica mainstream. Il ruolo protagonista di Sally fu dato a Marilyn Burns, che in precedenza aveva lavorato solo a teatro. Teri McMinn era una studentessa che recitava in compagnie teatrali locali, incluso il Dallas Theater Center. Henkel la scritturò dopo aver visto una sua foto sul giornale Austin American-Statesman, e richiese espressamente che per il provino la ragazza indossasse degli short attillati.
Nella versione in lingua originale, la voce narrante all'inizio del film è quella dell'attore John Larroquette, che fu amichevolmente ricompensato con uno spinello di marijuana, ma che in oltre quarant'anni non ha mai visto il film.
L'attore americano di origini islandesi Gunnar Hansen venne scelto per il ruolo di Leatherface. Ciò che di per sé colpì il regista e il co-sceneggiatore fu la sua capacità di recitare e, soprattutto, la sua imponente stazza fisica, dato che Hansen era alto 1,93 m. La sua decisione di recitare nel film nacque per "semplici motivi": non aveva mai lavorato a un vero film e pensava che recitare in un film horror sarebbe stata un'esperienza curiosa, oltre che interessante per imparare un po' di come vengono realizzate queste produzioni. Per lui sarebbe stato "un lavoro estivo molto migliore rispetto alla gestione di un bar" e non avrebbe mai immaginato che sarebbe diventato una "icona dell'horror". Il regista gli permise di sviluppare liberamente il suo personaggio. Hansen decise quindi che Leatherface sarebbe stato una persona con disabilità mentale che non aveva nemmeno imparato a parlare.

#### Leatherface
(Gunnar Hansen commenta le riprese in un'intervista.)
Tobe Hooper e Kim Henkel inizialmente volevano che Leatherface parlasse, ma Gunnar Hansen decise che sarebbe stato meglio di no. Egli decise inoltre che il serial killer sarebbe stato ritardato mentalmente e si recò quindi in una scuola per disabili per studiare tutti gli atteggiamenti che sarebbero stati utili per il suo personaggio. Leatherface nella sceneggiatura aveva dei dialoghi che erano dei mugugni con scritto a fianco, fra parentesi, cosa stava cercando di dire.
Nel film, Leatherface indossa tre maschere di pelle umana: la "maschera da assassino", la "maschera da nonna" e la "maschera da ragazza dolce". A proposito, Gunnar Hansen commentò: «La ragione per la quale lui indossa una maschera, secondo Tobe e Kim, è perché la maschera determina la sua personalità del momento. Chi vuole essere quel giorno determina quale maschera sceglierà. Così, quando Drayton arriva a casa con Sally, Leatherface indossa la maschera da "vecchia signora" e porta un grembiule, ha un cucchiaio di legno in mano, si sente una casalinga, una massaia che vuole aiutare in cucina. Alla cena invece "indossa" una faccia diversa, la "ragazza dolce", più "elegante". Il vestito da "ragazza truccata" consiste in una parrucca da donna e un completo nero da uomo, in quanto Leatherface si è vestito "bene" per la cena in famiglia, come da tradizione delle famiglie patriarcali del profondo sud. Infine, la maschera da "macellaio assassino" è quella che indossa per cacciare e massacrare le sue vittime. Dietro la maschera, in realtà, Leatherface è un tipo molto semplice ... uccide chiunque gli si avvicini, obbedisce ai suoi familiari, vuole bene al nonno.».
Gunnar Hansen sbatté più volte la testa su vari oggetti poiché la maschera che indossava non gli permetteva di vedere bene.
I denti del cannibale sono stati fatti apposta dal dentista di Gunnar Hansen. La motosega utilizzata dal killer era una Poulan 306A.

### Riprese

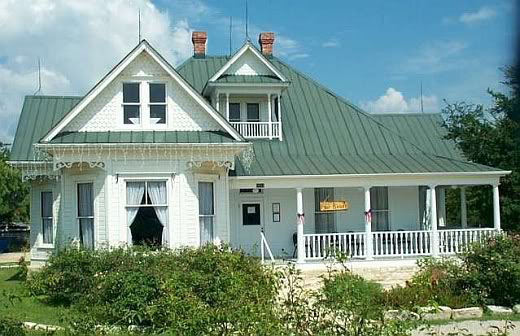
La fattoria utilizzata come location in Non aprite quella porta è stata smontata e spostata da La Frontera, Round Rock (Texas) a Kingsland (Texas), dove è stata restaurata e trasformata nel ristorante "Grand Central Cafe and Club Car Bar"

Le riprese principali si svolsero in una fattoria dei primi del Novecento situata a Quick Hill Road vicino Round Rock (Texas). Il budget limitato e le preoccupazioni circa il costoso equipaggiamento in noleggio costrinsero la troupe a girare sette giorni su sette alla settimana, per 16 ore al giorno. Il clima era molto afoso e umido e l'intero cast dovette lavorare in condizioni climatiche proibitive: le temperature raggiunsero anche i 43 °C.
Non aprite quella porta fu girato utilizzando prevalentemente una cinepresa Eclair NPR 16mm. La maggior parte delle riprese si svolsero nella fattoria, che fu riempita di ossa di animali e materiale in latex atto a simulare la pelle umana. La casa non era climatizzata, e c'era molta poca ventilazione. La troupe coprì le pareti con spruzzi di sangue animale ottenuto dal macello locale. Il direttore artistico Robert A. Burns trovò nella zona i resti di un gatto morto e di altri animali in vari stadi di decomposizione, che sparse in giro per la casa.
Gli effetti speciali furono di semplice fattura e limitati a causa del budget. Il sangue che si vede sullo schermo fu in molti casi reale, come nella scena dove Leatherface "nutre" il nonno. La troupe ebbe difficoltà a procurarsi del sangue finto, e così Burns dovette tagliarsi la punta dell'indice con un rasoio. Per la sequenza in cui Sally è legata a una sedia, ci sono volute circa 26 ore di riprese per completarla, dato che il cast era già logoro sia fisicamente che psicologicamente. L'attrice dichiarò quanto l'esperienza fosse stata orribile, perché era veramente terrorizzata e, proprio perché era legata a una sedia e aveva tutti quegli uomini costantemente attorno a lei, trovò la situazione quasi insopportabile. A sua volta, Hansen l'ha designata come la scena più intensa del film: «Penso che siamo andati tutti un po' fuori di testa in quella scena». I vestiti di scena della Burns restarono così impregnati di sangue finto che divennero "quasi rigidi" al termine delle riprese. La scena nella quale Leatherface uccide Kirk con la motosega preoccupò l'attore William Vail (Kirk). Dopo aver detto a Vail di restare immobile, Hansen accostò la motosega accesa a soli 3 cm dal suo viso. In alcune scene venne utilizzato un martello finto, ma nella maggior parte del film fu utilizzato un vero martello; tuttavia, l'attore che interpretava il nonno mirava ovviamente al pavimento e non alla testa dell'attrice nella scena dove viene incitato dagli altri membri della famiglia a ucciderla con un colpo sulla nuca. In definitiva molte riprese si rivelarono pericolose per l'incolumità degli attori, e Hooper alla fine del film disse che tutti i membri del cast si erano infortunati nel corso della lavorazione, chi più chi meno. Per il salto fuori dalla finestra di Sally quando riesce a liberarsi è stata utilizzata una controfigura, che tuttavia non ha impedito alla Burns di ferirsi al ginocchio, dal momento che si è gettata sul pavimento per mostrarle la scena. L'inquadratura ravvicinata di Leatherface che cadendo si ferisce la gamba con la motosega fu l'ultima a essere girata; l'attore indossava una placca di metallo sopra l'arto, che era coperto con un pezzo di carne e una sacca di sangue. Il regista dichiarò che "tutti arrivarono a odiarlo giunti alla fine della produzione".
Per stemperare la tensione delle registrazioni, gli attori e la troupe mangiarono dei brownies alla cannabis l'ultima notte di riprese. Hansen, che non aveva mai provato la droga prima, lottò con le vertigini per girare una scena in cui attraversa la porta principale con la motosega.
Durante le riprese, un giornalista tedesco rubò una foto che ritraeva la famiglia di cannibali in posa fuori dalla casa. Quando il film venne distribuito in Germania, dopo anni di veti imposti dalla censura che arrivò a ritirare il film dal commercio, fu proprio quella foto a essere usata come locandina della pellicola.

### Effetti sonori
Per produrre i vari effetti sonori presenti nel film, sono stati utilizzati innumerevoli strumenti musicali al fine di creare un'atmosfera spaventosa e inquietante. Durante la composizione delle musiche, Hooper e Bell per le scene di tensione scrissero diverse composizioni così da poter provare quelle che si adattavano meglio alle sequenze. Produssero le tracce anche prima che le scene fossero effettivamente girate, basandosi solo sul copione, come per esempio la presenza di personaggi nella stanza delle ossa o nelle sequenze d'inseguimento. Per ottenere un suono inquietante, sono stati utilizzati diversi strumenti, tra i quali strumenti musicali organici ed elettronici, un violoncello, un contrabbasso, una chitarra Lap Steel Fender e molti altri strumenti a percussione. Pianoforte, strumenti musicali giocattolo per bambini o di metallo sono stati usati per produrre particolari suoni, anche percuotendoli contro alcuni oggetti.
La manipolazione dell'intensità dei suoni naturali era di grande importanza. Nella scena dove Leatherface attacca Kirk con un martello, in primo luogo viene posto l'accento sul rumore sordo che l'arma produce colpendo il cranio della vittima; poi, si sente il botto della porta di metallo che sbatte. Mentre Pam, in cerca del suo ragazzo, entra nella stanza piena di ossa, la follia aumenta di pari passo con la dissonanza dei suoni in crescendo man mano che vengono mostrati mobili fatti con pezzi di scheletro umano, carcasse di animali e un pollo in una gabbia. Tuttavia, è solo nella scena della cena, dove Sally viene torturata fisicamente e mentalmente dalla famiglia di psicopatici, che il terrore si intensifica in modo tale da far rasentare la follia al personaggio. Per la sequenza si decise di usare suoni acuti e meccanici che si fondono con le grida di Sally e i primi piani dei suoi occhi verdi e le risate animalesche della famiglia. Il celebre effetto sonoro che si sente nel prologo durante la macabra sequenza dei cadaveri profanati nel cimitero, fu prodotto da Bell. Dopo averlo registrato, il musicista lo fece ascoltare al regista, che, con timore reverenziale, lo designò immediatamente quale tema principale del film.
Il ronzio della motosega, il cui rumore prevale su tutti gli altri suoni che la circondano ogni volta che viene accesa, prende simbolicamente il posto della voce di Leatherface, essendo il suo strumento di morte l'unico modo in cui può davvero esprimersi. Tuttavia, è solo al culmine, quando il personaggio brandisce l'arma e insegue Sally, che arriva il sollievo finale - sia per Sally che per il pubblico, quando il film è finito e arrivano i titoli di coda. Lì, c'è un passaggio improvviso e sorprendente dalla precedente agitazione al silenzio estremo, che serve a sottolineare quanto forte fosse la cacofonia implacabile della motosega e delle urla; il vuoto sonoro, mentre passano le scritte in sovrimpressione, permette una riflessione su ciò che è appena accaduto. Anche se altre decine di colonne sonore di film horror sono state abilmente composte per provocare sentimenti di disagio e paura, sono stati i suoni naturali presenti in Non aprite quella porta a rendere il film pioniere e classico nel genere.

### Post-produzione
I costi di produzione sforarono il budget prefissato di 60000 $ al montaggio. Le fonti differiscono circa il costo finale del film, con cifre che oscillano dai 93000 $ ai 300000 $. La società di produzione del film, Pie in the Sky, fornì 23532 $ in cambio del 19% della Vortex. Questo lasciò Henkel, Hooper e il resto del cast e della troupe con una quota del 40.5%. Warren Skaaren, capo della Texas Film Commission, favorì l'accordo distributivo con la Bryanston Distributing Company. Si è spesso affermato che il film fosse stato finanziato con gli incassi di La vera gola profonda, un precedente film porno distribuito dalla Bryanston.
Il 28 agosto 1974, Louis Peraino della Bryanston accettò di distribuire il film nelle sale a livello internazionale. Peraino era figlio di Anthony "Big Tony" Peraino, membro della famiglia mafiosa dei Colombo. Anni dopo, il production manager Ron Bozman affermò: «Facemmo un patto con il diavolo, [sigh], e penso che, in un certo qual modo, abbiamo ricevuto quello che ci meritavamo». I produttori firmarono un contratto con la Bryanston e, dopo che gli investitori ebbero recuperato i loro soldi (con gli interessi), e dopo aver saldato le parcelle degli avvocati, e pagato gli intermediari, rimasero solamente 8100 $ di ricavi da dividersi tra i 20 membri del cast e il resto della troupe. Alla fine i produttori intentarono causa alla Bryanston per non aver loro pagato per intero la percentuale degli incassi al botteghino a loro dovuta. La Bryanston, giudicata colpevole, fu condannata a pagare 500000 $, ma dichiarò bancarotta e fu messa in liquidazione. Nel 1983, la New Line Cinema rilevò i diritti distributivi della pellicola dalla Bryanston e diede ai produttori una fetta considerevole dei profitti.

## Colonna sonora
La colonna sonora fu composta da Hooper in collaborazione con il musicista Wayne Bell, mentre il tecnico del suono Ted Nicolaou si occupò della registrazione e della riproduzione del suono. Oltre alla musica di sottofondo creata dai primi due, sette brani originali di diversi artisti texani compongono la musica originale del film. Di questi, forse il più ricordato è Fool for a Blond, scritto e cantato da Roger Bartlett, che si sente nel momento in cui i giovani fermano il furgone sul lato della strada e danno un passaggio al fratello maniacale di Leatherface. Hooper dichiarò di aver scelto questa canzone per quella particolare sequenza perché credeva che, in quel momento, Sally vedesse l'autostoppista come un folle innocuo, senza immaginare che si sarebbe auto-mutilato in quel veicolo pochi istanti dopo. Per il regista, la canzone fornisce un'atmosfera di leggerezza, causando un contrasto molto forte tra ciò che si ascolta e ciò che sarebbe avvenuto poco dopo sullo schermo.
Sono stati compiuti sforzi nel tentativo di rintracciare gli artisti originali e avviare il processo di produzione di un album della colonna sonora ufficiale del film; tuttavia, circostanze legate principalmente ai detentori del copyright dell'opera hanno reso il progetto irrealizzabile, in modo che non ci fosse mai una pubblicazione ufficiale della colonna sonora del film.

## Promozione
(Tagline del film)

## Distribuzione
Non aprite quella porta ebbe la sua prima nella città di Austin, Texas, il 1º ottobre 1974, quasi un anno dopo il termine delle riprese. Il film venne pubblicizzato negli Stati Uniti come "tratto da fatti realmente accaduti" e la trovata attrasse la curiosità degli spettatori. Alla fine il film incassò oltre 30 milioni di dollari solo negli Stati Uniti d'America e in Canada, nonostante il budget ridotto. A livello di cinema indipendente, il record fu battuto solo nel 1978 da Halloween di John Carpenter, che incassò 47 milioni.

### Divieti
Notoriamente Hooper sperò fino alla fine che la Motion Picture Association of America (MPAA) concedesse il visto censura alla versione integrale del film, anche perché le scene effettivamente "splatter" mostrate davanti alla telecamera sono poche. Invece, la prima versione di Non aprite quella porta fu classificato "X", e vietato ai minori di 18 anni. Dopo svariati tagli, il film fu nuovamente sottoposto alla MPAA e ricevette una "R". Apparentemente un distributore reintegrò le scene tagliate, e qualche cinema proiettò la versione integrale come se fosse classificata "R" anziché "X". A San Francisco, alcuni spettatori uscirono dal cinema in preda al disgusto e nel febbraio 1976, due cinema di Ottawa, Canada, furono avvisati dalla polizia locale che se avessero proiettato il film sarebbero stati ritenuti colpevoli di oltraggio al pudore.
In Europa, dopo una prima proiezione sul mercato inglese a Londra, Non aprite quella porta fu vietato dalla British Board of Film Censors (BBFC) nella persona di Stephen Murphy, e dal suo successore James Ferman. A causa della messa al bando in Gran Bretagna, anche la stessa parola "chainsaw" ("motosega") fu vietata in qualsiasi titolo di film, così da scoraggiare gli imitatori. Nel 1998, nonostante la precedente messa al bando della BBFC, il Camden London Borough Council concesse il nulla osta al film con un divieto ai minori di 18 anni. L'anno seguente la BBFC revocò la messa al bando a Non aprite quella porta, e un anno dopo il film fu trasmesso anche in televisione su Channel 4. In Francia, Germania e Italia fu vietato ai minori di 18 anni.
In Australia, nel giugno 1975 la commissione di censura si rifiutò di classificare la versione da 83 minuti del film; e nel dicembre dello stesso anno anche quella ridotta a 77 minuti. Nel 1981, la versione da 83 minuti sottoposta al vaglio dalla Greater Union Organization Film Distributors fu nuovamente rifiutata dalla censura. Solo nel 1984 il film ottenne la licenza di distribuzione dalla Filmways Australia classificato "R" (per soli adulti; assolutamente non adatto ai minori. Nessuno sotto i 18 anni può noleggiare o comprare un prodotto con questa classificazione). La pellicola fu bandita in vari paesi, inclusi Brasile, Cile, Finlandia, Islanda, Irlanda, Norvegia, Singapore, Svezia e Germania Ovest.

### Edizione italiana
Il film venne distribuito in Italia dalla Fida Cinematografica il 14 giugno 1975. Nel maggio 1991 il film fu distribuito in videocassetta dalla Skorpion Home Video e per l'occasione venne ridoppiato.

#### Doppiaggio
... L'unica sopravvissuta è tuttora ricoverata in una casa di cura traumatizzata dall'atroce esperienza vissuta!»
(Parole dal finale del film della versione con il doppiaggio del 1974)
Queste scritte sono state inserite solo in Italia, ma nella versione ridoppiata del 1991 sono state tolte. Tali scritte inoltre non sono congruenti con nessun capitolo successivo della saga: innanzitutto, la famiglia non fu arrestata o condannata perché nel secondo capitolo Non aprite quella porta - Parte 2 viene spiegato che la famiglia è scomparsa dalla circolazione per poi riapparire, mentre in Non aprite quella porta 3D, che offre un seguito diretto, viene mostrato che la famiglia è stata bruciata viva nella propria casa colonica.

### Edizioni home video
Il film è stato pubblicato in DVD per la prima volta nel 1998, mentre in Italia in varie edizioni disco singolo e in varie edizioni con doppio disco a partire dal 2003:
| Editore                    | Titolo             | Uscita            | Dischi | Caratteristiche                         | Extra | Note |
| -------------------------- | ------------------ | ----------------- | ------ | --------------------------------------- | --- | --- |
| Quinto Piano               | "Cult Horror"      | 16 settembre 2003 | 1      | 4:3, audio Ita 2.0                      | nessuno | Versione censurata con qualità video scadente e doppiaggio originale                                      |
| Stormovie - Digital Studio | -                  | 1º dicembre 2004  | 1      | 4:3, audio Ita - Eng 2.0                | n.d. | Ridoppiaggio del 1991                                                                                     |
| Stormovie                  | "Special Edition"  | 10 ottobre 2006   | 2      | 16:9, audio Ita 5.1, Eng 2.0            | Disco 2: - Due commenti - Scene tagliate - Due documentari - Giro della casa con Gunnar Hansen - Fotografie - Dietro le quinte - Poster e cartoline | Ridoppiaggio del 1991                                                                                     |
| Dall'Angelo                | "Ultimate Edition" | 17 dicembre 2008  | 2      | 16:9, audio Ita - Eng 2.0               | Disco 1: - I ciak sbagliati - Trailer originale - Trailer originale 90 s - La casa ieri e oggi - Rivelazioni Disco 2: - The Shocking Truth (70 min) - Seven Stories of the Saw (70 min) - Galleria fotografica - Scene tagliate | Ridoppiaggio del 1991                                                                                     |
| Koch Media Home            | "Limited Edition"  | 22 novembre 2018  | 3      | 16:9, audio Ita 5.1, 1.0 - Eng 5.1, 2.0 | Disco 1: - Il film Disco 2: - The Texas Chainsaw Massacre: The Shocking Truth - The Shocking True: scene tagliate - Off the Hook: con Teri McMinn - Flesh Wounds: Seven Stories of the Saw - Cutting Chain Saw con J. Larry Carroll - Intervista al production manager Ron Bozman - Tour della casa con Gunnar Hansen Disco 3: - Horror's Halloween Ground: The Texas Chainsaw Massacre - Grandpaw’s Tales con l'attore John Dugan - Trailer 40 anniversario - Trailer 1 - Trailer 2 - Tv Spot 1 - Tv Spot 2 - Tv Spot 3 - Radio Spot - Bloopers - Galleria fotografica - Scene tagliate - Nuove scene tagliate - Finale alternativo (versione italiana) | Doppiaggio originale e ridoppiaggio del 1991, disponibile nei formati Blu-ray, 4K Ultra HD, DVD + booklet |

Nel 2005 è stato inoltre distribuito dalla Eagle Pictures un documentario della durata di 60 min (USA 1988), sottotitolato in italiano, formato 1.33:1 dal titolo: Non Aprite Quella Porta - A Family Portrait - Rivisited.
Nel video è racchiusa la spiegazione più dettagliata e più approfondita di ciò che è accaduto. Uno sguardo dietro alle quinte di uno dei più terribili film mai girati prima d'ora. Un video documentario che dà risalto alle forze creative che sono dietro al film, Non aprite quella porta del 1974 e al suo sequel del 1986, con interviste ai membri del cast: Gunnar Hansen, Jim Siedow, Edwin Neal e John Dugan.

## Accoglienza

### Incassi
Prodotto con un budget totale di 140000 $, il film ha guadagnato 30859000 $ dai botteghini del Nord America, rendendolo uno dei film indipendenti di maggior successo della storia del cinema. Il film venne presentato nella Quinzaine des Réalisateurs al Festival di Cannes 1975.

### Critico
Non aprite quella porta fu accolto da recensioni contrastanti quando uscì nei cinema per la prima volta. Linda Gross del Los Angeles Times lo definì "deplorevole" e descrisse Henkel e Hooper come due individui più interessati a creare un'atmosfera realistica che a girare un buon film, dato il "copione di plastica" che avevano scritto. Roger Ebert del Chicago Sun-Times disse che il film era "violento, macabro e pieno di sangue come il titolo promette", lodando la recitazione e l'esecuzione tecnica. Donald B. Berrigan di The Cincinnati Enquirer ebbe parole di elogio per la protagonista Burns: "Marilyn Burns, nel ruolo di Sally, merita un premio Oscar speciale per una delle prove d'attrice più intense e credibili nella storia del cinema". Patrick Taggart del quotidiano Austin American-Statesman salutò il film come l'horror più importante fin dai tempi di La notte dei morti viventi di George A. Romero (1968). Variety trovò che il film fosse ben fatto, nonostante la "dose eccessiva di splatter". John McCarty di Cinefantastique scrisse che la casa utilizzata nel film, a confronto faceva sembrare confortevole il motel di Norman Bates in Psyco". Recensendo il film nel 1976 per Harper's Magazine, Stephen Koch dichiarò di trovare troppo estrema la violenza sadica presente nel film, e molto poco originale.
A posteriori, la critica ha generalmente rivalutato la pellicola ritenuta un classico del genere horror lodandone sia l'estetica che la forza d'impatto emotiva. Facendo notare quanto il film "fosse terrificante senza essere un bagno di sangue (se ne vede di più in un film di Steven Seagal)", Bruce Westbrook del Houston Chronicle definì Non aprite quella porta un "capolavoro isolato di paura e disgusto". TV Guide scrisse che la pellicola è "intelligente" nella sua "rappresentazione senza sangue della violenza", mentre Anton Bitel definì "un merito" il fatto che il film fosse stato messo al bando nel Regno Unito, e un omaggio alla sua qualità artistica. In conclusione definì Non aprite quella porta "un assalto punitivo ai sensi". In Hick Flicks: The Rise and Fall of Redneck Cinema, Scott Von Doviak commentò l'efficace utilizzo della luce del giorno in alcune scene, insolito nei film dell'orrore, come la vista di un cadavere su una lapide nella sequenza iniziale.
Non aprite quella porta è stato spesso definito uno dei film più terrificanti di sempre. Rex Reed disse che era il film più spaventoso che avesse mai visto. Empire lo descrisse "il film horror più genuinamente terrificante mai realizzato". Ricordandosi della sua prima visione del film, il regista Wes Craven ammise di aver pensato che "solo un pazzoide Mansoniano" poteva aver concepito una cosa del genere. Secondo Stephen King il film è un'opera di "catastrofico terrore". Il critico Robin Wood scrisse di ritenere Non aprite quella porta uno dei pochi film horror in possesso dell'autentica qualità di un incubo. Non aprite quella porta è stato classificato da Entertainment Weekly come il secondo film più pauroso della storia del cinema, subito dopo L'esorcista di William Friedkin.
L'aggregatore di recensioni Rotten Tomatoes riporta un indice di gradimento della critica pari all'88%, con un punteggio globale di 7.89 su 10. Rudy Salvagnini nel suo Dizionario dei film horror dà quattro stellette al film definendo l'opera: "Film teso e perfettamente riuscito, in grado di caricare uno storia lineare, poi banalizzata da infinite imitazioni, con echi sovversivi e paranoici, colpendo con crudele sarcasmo l'istituzione familiare, grottescamente parodiata nei suoi fondamenti nella famiglia di cannibali. Brutale e senza pietà, il film crea le premesse per lo sviluppo del genere splatter pur non avendo con esso molto in comune se non la ferocia e la rappresentazione della razza umana come carne da macello". Paolo Mereghetti nel suo Il Mereghetti. Dizionario dei film, edizione 2002, assegna tre stelle alla pellicola scrivendo: "Uno dei più allucinanti horror di tutti i tempi: la violenza è più suggerita che mostrata, ma certe situazioni richiedono nervi molto saldi".

### Tematiche trattate e analisi

#### Ambiente rurale statunitense
(Tobe Hooper)
(Kim Henkel)

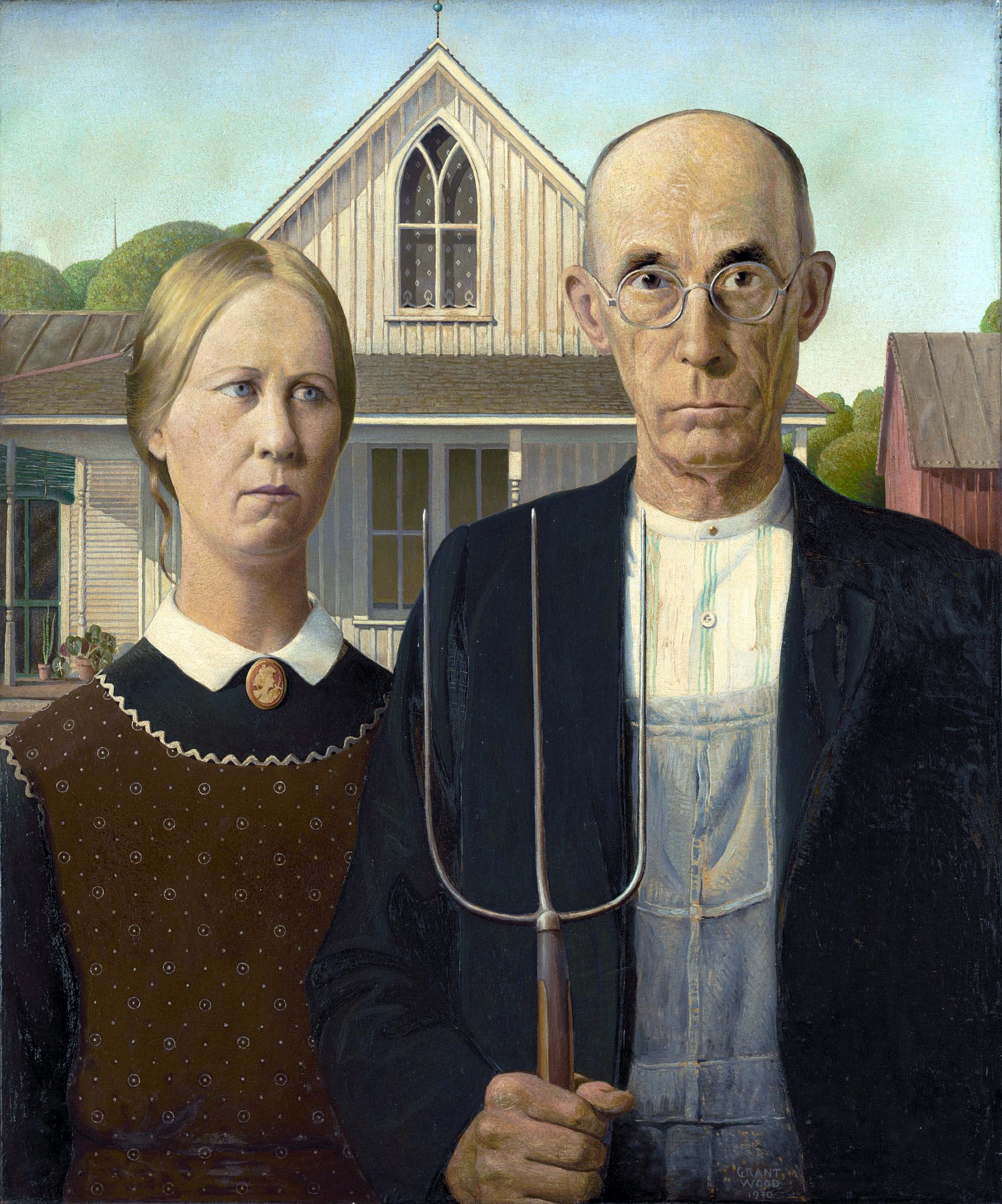
Dipinto American Gothic, Grant Wood, 1930

Ambientato in una sperduta fattoria nel profondo Texas, il film esplora con crudo realismo la violenza dilagante nel sud rurale degli Stati Uniti, e analizza di riflesso l'intera società americana. Non aprite quella porta pone le basi del filone cosiddetto "Backwoods Brutality", che ha per protagonista gente comune che si ritrova a difendersi da aggressioni improvvise senza motivo. Leatherface è un mostro che uccide senza una ragione apparente e non è necessario condurre un'indagine psicologica per capire perché lo faccia. Il critico cinematografico Christopher Sharrett sostiene che a partire da Psyco (1960) e Gli uccelli (1963) di Alfred Hitchcock, il cinema horror americano è stato caratterizzato da una domanda ricorrente che verte "sulla validità fondamentale del processo di civilizzazione americano", e di come il concetto si sia amplificato nel corso degli anni settanta a seguito della delegittimazione dell'autorità costituita sulla scia dei traumi collettivi della guerra del Vietnam e dello scandalo Watergate. "Se Psyco comincia come un'esplorazione di un nuovo senso dell'assurdo nella vita quotidiana e degli orrori nascosti sotto la superficie dell'american way of life", egli scrisse, "Non aprite quella porta spinge questa esplorazione all'estremo evitando ogni chiusura confortante".
Robin Wood descrisse Leatherface e la sua famiglia come vittime del capitalismo industriale; con il loro impiego di lavoranti al macello locale reso obsoleto dal progresso tecnologico. Naomi Merritt fece notare la rappresentazione nel film di una sorta di "capitalismo cannibale" in relazione alle teorie di Georges Bataille su tabù e trasgressione. 
Proseguendo l'analisi di Wood, disse che i valori della famiglia Sawyer "riflettono, o corrispondono a quelli delle istituzioni americane prestabilite;... ma in maniera distorta e pervertita".
Secondo il punto di vista di Kim Newman, la rappresentazione di Hooper della famiglia Sawyer durante la scena della cena è una parodia delle relative scene nelle sitcom americane: il padrone della stazione di servizio rappresenta la figura del padre di famiglia che lavora per portare a casa il "pane"; Leatherface è dipinto come una casalinga borghese; l'autostoppista è il teenager ribelle. Isabel Cristina Pinedo, autrice del saggio Recreational Terror: Women and the Pleasures of Horror Film Viewing, scrisse: "Il genere horror deve mantenere in equilibrio il terrore e la commedia se vuole percorrere con successo la linea sottile che lo separa dal terrorismo e dalla parodia ... questo delicato equilibrio viene raggiunto in Non aprite quella porta dove il personaggio del nonno decrepito incorpora elementi horror e comici, ma in realtà un lato non sovrasta mai l'altro".

#### Violenza contro le donne

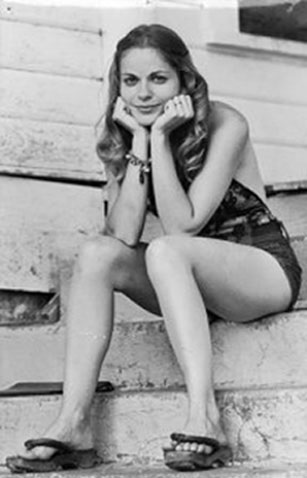
Teri McMinn (Pam) durante la lavorazione del film. La scena dove Pam è appesa viva su un gancio da mattatoio è stata indicata dalla critica come prova della tipica sottomissione delle protagoniste femminili alla violenza brutale e sadica nei film dell'orrore

La presunta misoginia insita nel film è stata oggetto di ampia discussione critica; i critici e gli studiosi hanno spesso interpretato Non aprite quella porta come un paradigmatico film di exploitation in cui le protagoniste femminili subiscono violenze brutali e sadiche. Stephen Prince commenta che la stessa trama del film è "incentrata sul tormento della giovane donna imprigionata e sottoposta ad abusi in mezzo ad arti in decomposizione... e mobili fatti di ossa umane e denti". Come in molti altri film dell'orrore, nella pellicola è presente la classica "final girl", eroina e inevitabile unica sopravvissuta che talvolta riesce a sfuggire all'orrore che ha ucciso gli altri personaggi: Sally viene torturata e ferita sadicamente, ma riesce ancora a fuggire e sopravvive grazie all'aiuto di un camionista di passaggio. I critici sostengono che anche nei film horror in cui il rapporto tra morti maschili e femminili è all'incirca uguale, le immagini che persistono saranno quelle della violenza commessa contro i personaggi femminili. Lo specifico caso di Non aprite quella porta fornisce supporto a questa tesi: tre uomini vengono uccisi in modo veloce, ma una ragazza viene brutalmente infilzata su un gancio da mattatoio e poi massacrata, e l'altra donna che riesce a sopravvivere, vi riesce soltanto dopo essere stata ripetutamente abusata fisicamente e mentalmente. Nel 1977, il critico Mary Mackey descrisse la scena del gancio del macellaio come probabilmente la peggior rappresentazione di un femminicidio nella storia del cinema. La Mackey inserì la pellicola nel lungo filone dei film violenti che descrivono le donne come deboli e incapaci di proteggersi.
Nel corso di uno studio psicologico, a un gruppo di cinque donne furono mostrati cinque film con scene di violenza sulle donne di differenti livelli. Dopo aver visto Non aprite quella porta, le donne mostrarono segni di depressione e ansietà; tuttavia, dopo una seconda visione trovarono la violenza contro le donne mostrata nel film meno offensiva e più piacevole. Un altro studio, atto a investigare la percezione dei film horror da parte del pubblico, coinvolse 30 uomini e 30 donne, tutti studenti universitari. Uno dei ragazzi partecipanti descrisse le urla del personaggio di Sally, come la cosa più "elettrizzante" del film.
Secondo Jesse Stommel di Bright Lights Film Journal, la mancanza di violenza esplicitamente mostrata nel film, costringe lo spettatore a immaginarla, con conseguenze più devastanti dal punto di vista emotivo.

#### Vegetarianismo
Non aprite quella porta è stato anche descritto come il "film definitivo a favore del vegetarismo". Il critico cinematografico Rob Ager descrisse l'ironia insita nel mostrare esseri umani che vengono macellati come bestie da macello, sfruttati come animali da allevamento, ribaltando così le rispettive posizioni nella vita reale. A proposito della feroce rappresentazione degli esseri umani come carne da macello, il regista Tobe Hooper confermò che "si tratta di un film sulla carne" e persino di aver smesso di mangiarne durante la lavorazione del film, dicendo: «In un certo senso, ho pensato che il cuore del film riguardasse la carne; si tratta della catena della vita e dell'uccisione di esseri senzienti». In effetti, gli sgradevoli e insistiti rimandi alla macellazione delle "bestie da carne" sono ricorrenti nel film, tanto da far dire a qualche critico che il tutto può essere letto anche come pamphlet vegetariano e animalista: le minuziose descrizioni delle tecniche di ammazzamento nel mattatoio, la famiglia di macellai che non riesce più a distinguere fra carne umana e animale, le vittime che subiscono trattamenti simili a quelli degli animali al macello; tutto contribuisce a creare una sorta di repulsione nei confronti della carne. Lo sceneggiatore e regista Guillermo Del Toro divenne vegetariano per qualche tempo dopo aver visto Non aprite quella porta.

## Altri media

### Libri
Nel 2013 è uscito il libro Chain Saw Confidential, che racconta il making of di questo film.

### Videogiochi
- Nel 1983 la Wizard Video pubblicò un videogame tratto dal film per l'Atari 2600.[134] Nel gioco, il giocatore assume il ruolo di Leatherface che cerca di uccidere dei passanti mentre deve scansare degli ostacoli come teschi di mucca e simili. Essendo uno dei primi videogiochi a tema horror, The Texas Chainsaw Massacre suscitò polemiche alla sua uscita per il contenuto violento; vendette poche copie, in gran parte a causa del fatto che molti negozi si rifiutarono di metterlo in vendita.[135][136]
- Nel 2023 viene pubblicato un nuovo gioco con lo stesso titolo, The Texas Chainsaw Massacre, basato sempre su questo film
- Nel videogioco Dead by Daylight è possibile giocare come killer utilizzando Faccia di pelle.
- Nel videogioco GTA: San Andreas ci sono alcuni riferimenti a Leatherface e grazie a delle mod per smartphone e PC è possibile farlo apparire nel gioco per affrontarlo.
- Leatherface è uno dei personaggi giocabili nel picchiaduro Mortal Kombat X, scaricabile come DLC.
- La Capcom si è ispirata a questo film per Resident Evil 7. Molto simile infatti è la scena de la famiglia Baker che tortura Ethan con quella del film.

## Influenza culturale

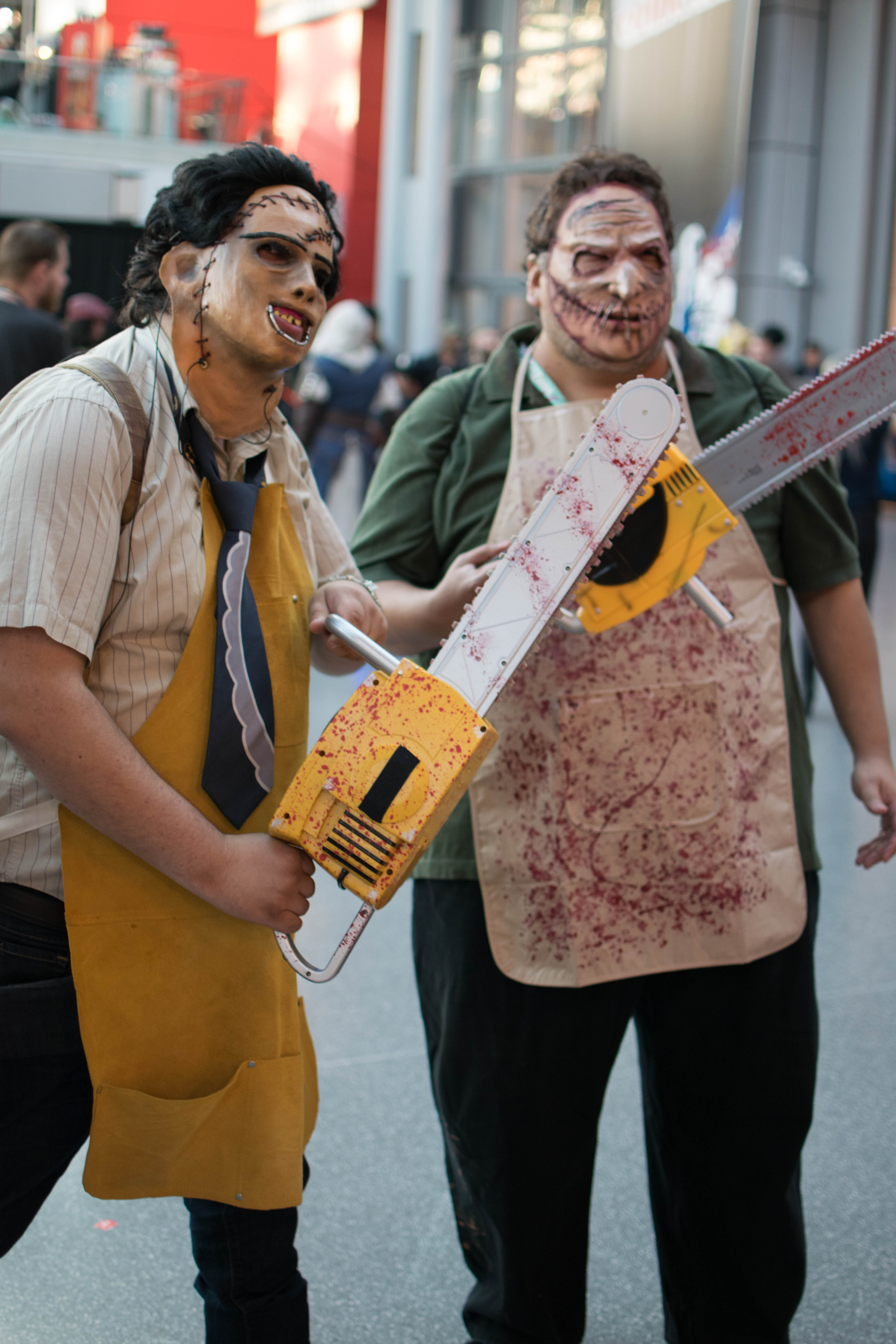
Due Cosplayers di Leatherface al Comic Con di New York nel 2016

Una statua da collezione raffigurante Leatherface, prodotta dalla Sideshow Collectibles

Non aprite quella porta è considerato uno dei migliori e più controversi film dell'orrore di tutti i tempi, opera di grande influenza nel genere. Nel 1999, Richard Zoglin di Time commentò che il film aveva stabilito un "nuovo standard per i film slasher". The Times lo ha inserito nella lista dei 50 film più controversi di sempre. Descrivendolo "economico, sporco e fuori controllo", Mark Olsen del Los Angeles Times ha dichiarato che il film "definisce e sostituisce del tutto la nozione stessa di film d'exploitation". Nel suo libro Dark Romance: Sexuality in the Horror Film, David Hogan lo ha definito "il thriller gore più toccante di sempre e, in una visione più ampia, tra i film horror più efficaci mai realizzati ... la forza trainante di Non aprite quella porta è qualcosa di molto più orribile della sola sessualità deviata: è la pazzia totale". Secondo Bill Nichols, l'opera "raggiunge la forza dell'arte autentica, profondamente inquietante, intensamente personale, ma allo stesso tempo molto più che personale". Leonard Wolf lodò il film definendolo "una squisita opera d'arte" e lo paragonò al classicismo della tragedia greca.
Il personaggio di Leatherface si è guadagnato da solo una significativa reputazione nell'ambito del genere horror e della cultura pop in generale, ritenuto da alcuni responsabile di aver introdotto l'impiego di oggetti convenzionali di uso comune come armi per commettere efferati omicidi e dell'immagine del killer silenzioso, imponente e privo di personalità. Christopher Null di Filmcritic.com scrisse come "Leatherface con la sua motosega sia entrato prepotentemente nell'immaginario collettivo, diventando una figura iconica come Freddy Krueger e il suo guanto con le lame o Jason Voorhees e la sua maschera da hockey". Don Sumner disse che Non aprite quella porta non solo è un classico, ma ha anche il merito di aver introdotto un nuovo "mostro" nel pantheon dei film horror, capace di influenzare un'intera generazione di cineasti.
Come esempio della violenza dilagante nei mass media, il film è citato nella canzone Too Much Blood dei Rolling Stones, inclusa nell'album Undercover del 1983.
Nel 1990 Non aprite quella porta è stato inserito nella Horror Hall of Fame, e fa parte della collezione permanente del Museum of Modern Art di New York.